# 1941 en littérature
| Années de la littérature : 1938 - 1939 - 1940 - 1941 - 1942 - 1943 - 1944    |
| Décennies de la littérature : 1910 - 1920 - 1930 - 1940 - 1950 - 1960 - 1970 |

## Événements
- Deux des plus grandes écrivaines européennes du XXe siècle se suicident : Virginia Woolf et Marina Tsvetaïeva.
- 25 mars : L’écrivain André Breton, le peintre Wifredo Lam, l’ethnologue Claude Lévi-Strauss et l’écrivain révolutionnaire Victor Serge s’embarquent pour la Martinique.
- Avril : Début sur Radio Paris de l’émission Un journaliste allemand vous parle.
- Juin : Parution clandestine en zone sud de Libération
- 16 octobre : Sept écrivains français, Pierre Drieu la Rochelle, Robert Brasillach, Jacques Chardonne, Marcel Jouhandeau, Abel Bonnard, Ramon Fernandez et André Fraigneau se rendent à Weimar pour participer au Congrès des écrivains européens.

## Presse
- 7 février : Reparution à Paris de l’hebdomadaire d’extrême droite Je suis partout, suspendu en 1940 par le gouvernement Reynaud.
- Novembre : Parution clandestine des Cahiers du Témoignage chrétien fondés par le père Chaillet.
- Décembre : Parution clandestine en zone sud du journal Combat, organe du mouvement de résistance fondé en novembre.

## Parutions

### Essais
- James Agee (écrivain) et Walker Evans (photographe) : Louons maintenant les grands hommes
- Georges Bernanos : Voici la France libre.
- Robert Brasillach : Notre avant-Guerre, mai.
- Sigfried Giedion (architecte) : Espace, Temps, Architecture (1re édition).
- Herbert Marcuse (philosophe) : Raison et révolution.
- Étienne Rabaud, Introduction aux études biologiques, éd. Armand-Colin
- Étienne Rabaud, Transformisme et adaptation, éd. Flammarion
- Clément Vautel, Mon Film. Souvenirs d'un journaliste, éd. Albin Michel

### Poésie
1. Louis Aragon publie Le Crève-cœur, un recueil de vingt-deux poèmes et un essai, La Rime en 1940.

### Romans
1. Marcel Aymé : La Vouivre, Travelingue, octobre.
2. Maurice Blanchot : Thomas l’obscur, 15 septembre.
3. Les Milliards d'Arsène Lupin (posthume et inachevé).
4. Louis-Ferdinand Céline : Les Beaux Draps, février.
5. Léon-Paul Fargue publie Hautes solitudes.
6. Arthur Koestler : Le Zéro et l'Infini, mars
7. François Mauriac, La Pharisienne
8. Jean Paulhan (1884-1968, écrivain, critique et éditeur) : Les Fleurs de Tarbes ou La Terreur dans les Lettres, éd. NRF.
9. Henri Pourrat (1887-1959, écrivain), : 
  1. Gaspard des montagnes;
  2. Vent de Mars.
10. Charles-Ferdinand Ramuz (1878-1947, romancier suisse), édition des œuvres complètes.
11. Paul Valéry (1871-1945, écrivain, poète, philosophe et épistémologue) : Tel quel, éd. NRF.
12. Patricia Wentworth (1878-1961, romancière anglaise) : Le Rocher de la Tête-Noire.

## Théâtre
- 30 janvier : Le Rendez-vous de Senlis, pièce de Jean Anouilh.
- 29 avril : La Machine à écrire, pièce de Jean Cocteau.
- 6 juin : Louis Jouvet et sa troupe s’embarquent pour l’Amérique latine (fin en 1945).

## Récompenses et prix littéraires
- 23 décembre : Henri Pourrat, prix Goncourt pour Vent de Mars.
- Prix Renaudot : Paul Mousset pour Quand le temps travaillait pour nous.
- Grand prix du roman de l'Académie française : La Folie Hubert de Robert Bourget-Pailleron (publié en 1939)
- Prix des Deux Magots : Nos mitrailleuses n'ont pas tiré de Jean-Marie Aimot
- Voir la liste des Prix du Gouverneur général 1941.

## Principales naissances
- 16 janvier : Hyun Ki-young (현기영), écrivain sud-coréen.
- 18 janvier : Denise Bombardier, écrivaine francophone canadienne († 4 juillet 2023).
- 29 janvier : Robin Morgan, écrivaine américaine.
- 1er mars : Martin H. Greenberg, éditeur et écrivain américain spécialisé dans les littératures de l'imaginaire († 25 juin 2011).
- 13 mars : Mahmoud Darwich (محمود درويش), poète palestinien, président de l'Union des écrivains palestiniens et fondateur de la revue littéraire Al-Karmel († 9 août 2008).
- 19 mars : Florence Delay, universitaire, actrice, et écrivaine française († 1er juillet 2025).
- 2 mai : Wilhelm Hoffsümmer, prêtre et écrivain allemand pour la jeunesse.
- 5 juillet : Barbara Frischmuth, écrivain et poétesse autrichienne († 30 mars 2025).
- 10 août : Émile Martel, diplomate, poète, conteur et traducteur québécois († 22 novembre 2023).
- 5 septembre : Alma De Groen, dramaturge australienne.
- 8 décembre : Valentin-Yves Mudimbe, philosophe et écrivain américain originaire de la RD Congo († 22 avril 2025).

## Principaux décès
- 4 janvier, Paris : Henri Bergson, philosophe né en 1859.
- 13 janvier : James Joyce, écrivain irlandais, 59 ans.
- 9 février : Elizabeth von Arnim, romancière anglaise née en Australie, à 74 ans.
- 8 mars : Sherwood Anderson, écrivain américain, à Colón (Panama).
- 28 mars : Virginia Woolf, écrivaine anglaise, 59 ans.
- 7 août : Rabindranath Tagore, poète et philosophe indien né en 1861, à Santiniketan (Bengale).
- 31 août : Marina Tsvetaïeva, poétesse russe, 48 ans.
- 6 novembre : Maurice Leblanc, écrivain, à Perpignan.
- 18 novembre : Émile Nelligan, poète québécois, à 61 ans.
- 25 décembre : Aleksandrs Grīns, romancier letton, 46 ans.